# Josep Masana
Josep Masana, né à Granollers le 16 mai 1892 et mort à Barcelone le 4 janvier 1979, est un photographe photojournaliste et pictorialiste espagnol. 

## Biographie
Son travail photographique a débuté à Barcelone où en même temps que son studio ouvrait le Film Information Office qu'il dirigeait et pour lequel il réalisait divers portraits d'acteurs. Tout au long de sa vie, il a réalisé des travaux dans divers domaines de la photographie tels que le portrait , le photojournalisme ou la photographie publicitaire , mais il a également excellé dans son activité créative au sein du pictorialisme. Une caractéristique de son travail est la réalisation de mises en scène photographiques et de compositions allégoriques dans le style des œuvres d'Oscar Gustave Rejlander et Henry Peach Robinson.

## Collections
- Bibliothèque nationale de France
- Musée national d'art de Catalogne

## Prix et récompenses
- 1929 : Médaille d'or à l' Exposition internationale de Barcelone

## Source
- (es) Cet article est partiellement ou en totalité issu de l’article de Wikipédia en espagnol intitulé « Josep Masana » (voir la liste des auteurs).